# Pseuderanthemum cuatrecasasii
Pseuderanthemum cuatrecasasii är en akantusväxtart som beskrevs av Emery Clarence Leonard. Pseuderanthemum cuatrecasasii ingår i släktet Pseuderanthemum och familjen akantusväxter. Inga underarter finns listade i Catalogue of Life.